# ألفرد بارك
ألفرد بارك (15 أبريل 1840 في أستراليا - 16 يناير 1924) (بالإنجليزية: Alfred Park)‏ هو لاعب كريكت أسترالي.

## وصلات خارجية
- ألفرد بارك على موقع إي آس بي آن كريك إنفو (الإنجليزية)